# Захват (приём)

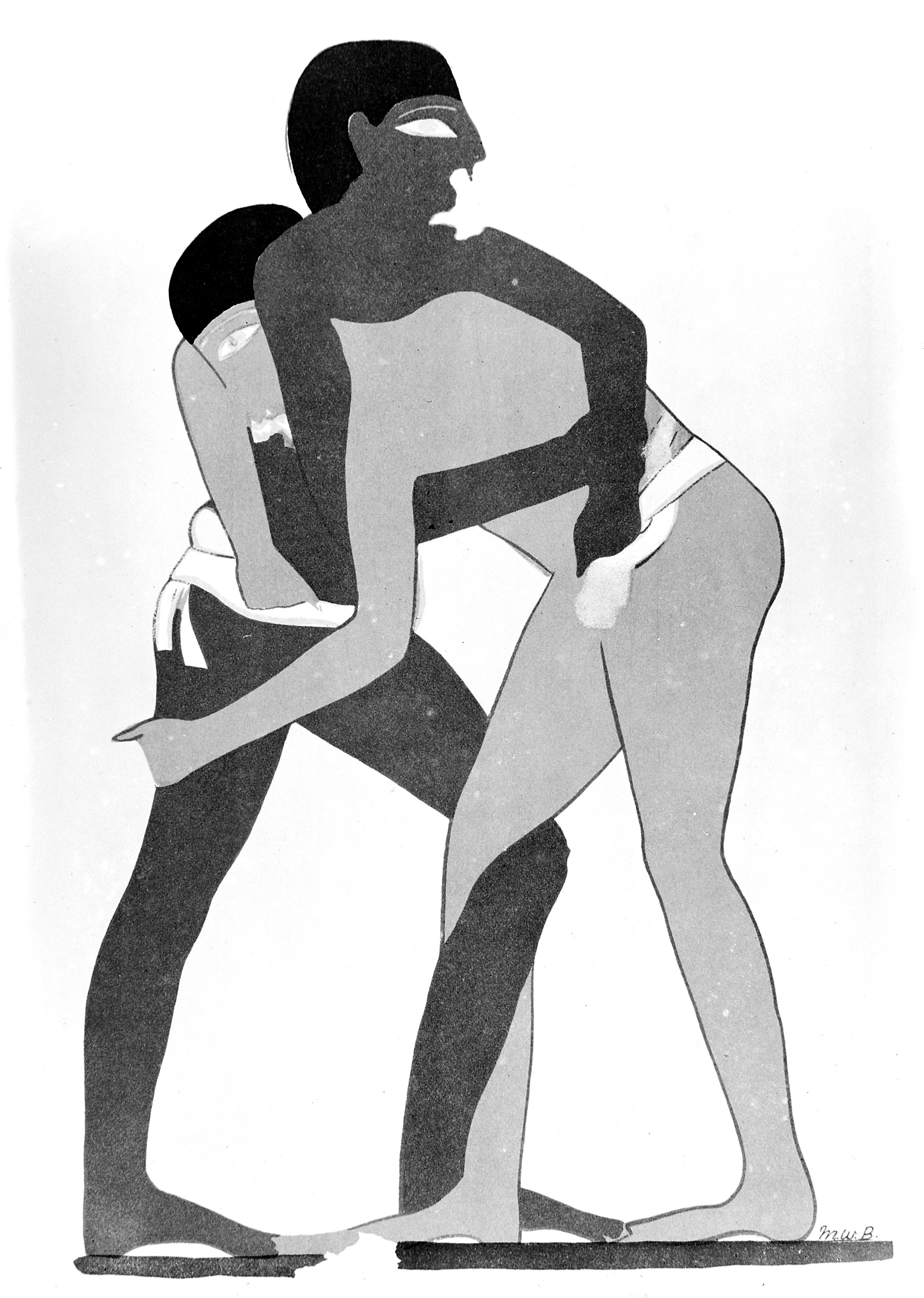
Борцы стоят в стойке, обхватив друг друга, изображение со стены усыпальницы Бакета III в Бени-Хасане, XXI век до н. э.

Захва́т — действие, применяемое в боевых искусствах и различных видах единоборств, для выполнения того или иного технического приёма или комбинации, для обездвиживания противника или контроля над противником.

## Терминология
В английском языке существует аналогичный термин «submission hold» (или «grappling hold»), который довольно прочно укрепился в русском языке как «сабмишн». В японских боевых искусствах (нап. дзюдо) используется термин «катаме-ваза» (яп. 固め技).

## Разновидности
Захваты могут подразделяться на категории в зависимости от их функции: клинч, удержание, болевой приём или классифицироваться по анатомическому эффекту: удушение, перегиб, ущемление.